# Out of the Cradle
Out of the Cradle è il terzo album in studio da solista del cantautore statunitense Lindsey Buckingham, già noto come membro dei Fleetwood Mac. Il disco è stato pubblicato nel 1992.

## Tracce
Testi e musiche di Lindsey Buckingham e Richard Dashut, eccetto dove indicato.
1. Instrumental Introduction To: (Lindsey Buckingham) – 0:25
2. Don't Look Down (Lindsey Buckingham) – 2:47
3. Wrong – 4:19
4. Countdown (Lindsey Buckingham) – 3:21
5. All My Sorrows (Dave Guard, Bob Shane, Nick Reynolds) – 4:01
6. Soul Drifter – 3:27
7. Instrumental Introduction To: – 0:41
8. This Is the Time – 4:49
9. You Do or You Don't – 3:37
10. Street of Dreams – 4:28
11. Spoken Introduction To: – 0:46
12. Surrender the Rain – 3:36
13. Doing What I Can (Lindsey Buckingham) – 4:05
14. Turn It On – 3:50
15. This Nearly Was Mine (Richard Rodgers,  Oscar Hammerstein II) – 1:36
16. Say We'll Meet Again (Lindsey Buckingham, Robert Aguirre) – 2:28

## Musicisti
Performer principale
- Lindsey Buckingham – voce, chitarre, tastiere, sintetizzatore, basso, batteria, percussioni, programmazione di batteria e percussioni

Musicisti aggiunti
- Mitchell Froom – organo (14)
- Larry Klein – basso (3, 4, 8, 12)
- Buell Neidlinger – basso (5, 10)
- Alex Acuña – percussioni (2, 4, 5, 9, 12)